# Bataille de Jonesborough
Guerre de Sécession
Batailles
Campagne d'Atlanta
- Rocky Face Ridge
- Resaca
- Adairsville
- New Hope Church
- Pickett's Mill
- Dallas
- Kolb's Farm
- Kennesaw Mountain
- Marietta
- Noonday Creek
- Pace's Ferry
- Peachtree Creek
- Atlanta
- Ezra Church
- Brown's Mill
- Utoy Creek
- Dalton
- Lovejoy's Station
- Jonesborough

La bataille de Jonesborough est une bataille de la guerre de Sécession qui se déroula du 31 août au 1er septembre 1864 dans le comté de Clayton en Géorgie.
Deux armées nordistes commandées par William Tecumseh Sherman effectuent une manœuvre afin d'attirer l'Armée confédérée du Tennessee de John Bell Hood loin de ses défenses à Atlanta, pouvant ainsi être détruite. Bien que l'armée sudiste ne fut pas anéantie, Atlanta est abandonnée et occupée par les troupes de l'Union jusqu'à la fin de la guerre.